# 何東東
何東東（1995年9月5日—）是中國藝人，出生於深圳。2016年接拍電視劇《終極一班4》及參與選秀節目《偶像練習生》而知名。 知名前也曾參加其他韓國公司的訓練，SM娛樂(2011年)，Nega Network(2013~2014)。

## 影視作品

### 電視劇
| 年份 | 戲劇名稱      | 飾演角色 | 性质     |
| ---- | ------------- | -------- | -------- |
| 2016 | 《終極一班4》 | 流塵     | 主要角色 |

## 外部連結
- 微博 （页面存档备份，存于）
- Facebook  （页面存档备份，存于）
- Instagram （页面存档备份，存于）